# Bolbitis simplex
Bolbitis simplex är en träjonväxtart som beskrevs av Robbin C. Moran. Bolbitis simplex ingår i släktet Bolbitis och familjen Dryopteridaceae. Inga underarter finns listade.